# Caso Higui

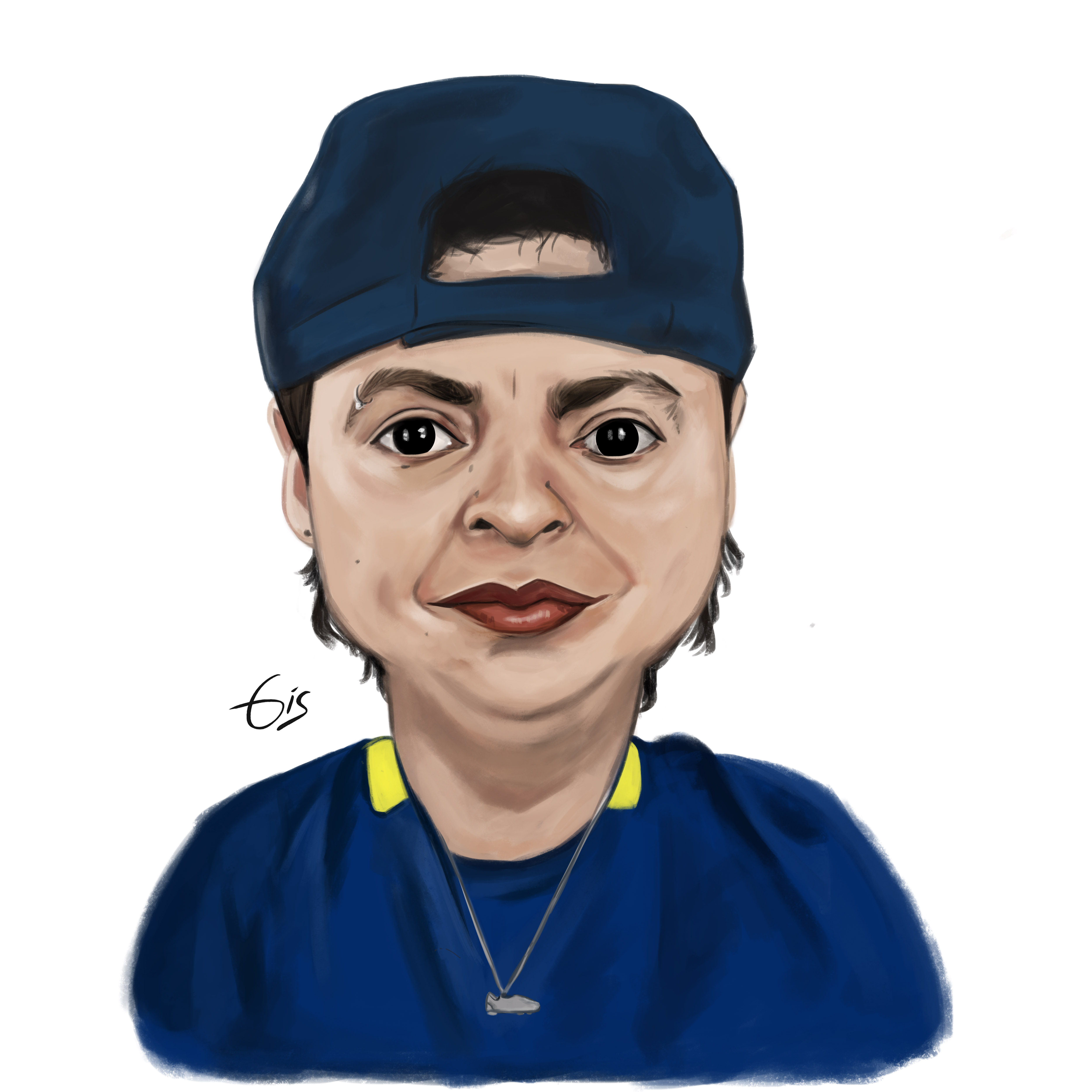
Retrato de Higui

Se conoce como el caso Higui al suceso judicial relacionado con el homicidio de Cristian Rubén Espósito por parte de Eva Analía De Jesús, conocida como Higui, al defenderse de un ataque de lesbofobia e intento de violación grupal correctiva que sufrió en Argentina.
Fue absuelta en marzo de 2022 al considerarse legítima defensa por el Tribunal Oral en lo Criminal 7 de San Martín.

## Hechos

### Antecedentes
Higui había sufrido acoso y lesbofobia por vecinos del barrio Lomas de Mariló, Moreno. Higui relató que en 1994 un grupo de hombres la rodeó para decirle tortillera, lesbiana cuando fue a un kiosco a comprar cerveza. En 2002 escapó de un intento de violación, durante el cual recibió tres puñaladas en la espalda que la mandaron al hospital. En ese momento Higui contó a su familia que la habían querido robar. Cuando regresó del hospital se dio cuenta de que su casa había sido incendiada, y decidió irse del barrio. Cuando iba a visitar a su familia recibía agresiones, le robaron la bicicleta, la insultaban y la apedreaban.

### El ataque
El 16 de octubre de 2016, Higui fue violentada por un grupo de varones que la atacó en un claro intento de lo que se conoce como "violación correctiva". Uno de sus agresores era Cristian Rubén Espósito —quien fue parte del grupo de varones que la atacó en 2002— quien le dijo:  
Te voy a hacer sentir mujer, forra lesbiana.
Ese fue el inicio del ataque; después la tiraron al piso y entre varios hombres la agredieron, desgarrando su pantalón y ropa interior, lo cual le hizo entender que la iban a violar. Higui se defendió con un cuchillo de jardinería (una de sus herramientas de trabajo) que traía en el corpiño, con el cual hirió en el pecho a Espósito. Posteriormente fue encontrada por la policía, inconsciente, golpeada y con la ropa rota.
La médica autopsiante declaró que Espósito tenía un único puntazo en el pericardio lo que le provocó inmediatamente un shock hipovolémico. Para la médica, la herida es compatible con un hombre que se encontraba encima de ella, y ella defendiéndose del ataque con un cuchillo clavándoselo a Espósito.
De Jesús fue procesada por homicidio simple y detenida durante casi ocho meses, hasta el 12 de junio de 2017 cuando la justicia dio la orden de que fuera liberada. La liberación se dio luego de meses de reclamos de organizaciones sociales por su liberación. Finalmente fue absuelta de todo cargo en marzo de 2022, y agradeció el respaldo de las organizaciones que la acompañaron. El ataque del cual Higui se defendió nunca fue investigado como tal por la justicia.

## Proceso judicial
El proceso judicial tuvo irregularidades: el reporte inicial no menciona el estado en que la encontró la policía, los golpes ni la ropa rota. Tampoco la primera declaración de Higui en donde cuenta que la intentaron violar. En cambio, daba por ciertas algunas declaraciones de testigos (otros agresores) que mencionan que ella agredió sin motivo a Espósito.
La Fiscalía negó cualquier irregularidad y sostuvo que faltaban pruebas para dar por válido el atenuante de legítima defensa.
El 12 de junio de 2017 un tribunal le concedió la excarcelación extraordinaria después de casi ocho meses en prisión preventiva.
  

El 15 de marzo de 2022 inició el juicio en los tribunales de San Martín, Provincia de Buenos Aires, sin prensa ni transmisión. En el exterior, organizaciones feministas y LGBT+ mostraron banderas y pancartas que cubrían la fachada para reclamar la absolución. Al salir de la primera audiencia Higui dijo en entrevista:
Ahí adentro no sé cómo estoy aguantando, pero salgo afuera y ustedes me dan confianza. Pero es jodido porque (los agresores) son todos buenos hoy, pero si hubiera sido yo la muerta, no hubiese pasado nada de lo que está pasando, se hubiera tomado como algo normal.
Después de la jornada del 15 y 16 de marzo, había prevista una audiencia más para el día 22, pero los alegatos se adelantaron y la noche del 17 Higui fue absuelta. El tribunal consideró que se defendió legítimamente de una agresión, para cesar esa agresión y evitar una inminente agresión sexual.

Al salir del tribunal Higui dijo:
La absolución fue gracias a toda la fuerza, el cariño, la sabiduría, la protección y el respeto que solamente ustedes tuvieron.
También hizo un llamamiento a que se haga justicia en otras causas que siguen sin resolverse en Argentina (como las de los hijos de desaparecidos, la desaparición del joven varón trans Tehuel, las personas transgénero privadas de libertad, y los casos de jóvenes muertos por la policía): 
Justicia para todos: para los chicos trans, para las travas encerradas en las cárceles, para los pibes pobres del gatillo fácil. ¡Que aparezcan los nietos! Y que digan dónde está Tehuel.
Después de la absolución se inicia una campaña para que el Estado otorgue algún tipo de reparación para Higui.

## Repercusión social
La causa de Higui fue una de las banderas apoyadas por las disidencias sexuales en Argentina, un reclamo constante en las marchas del Día de la visibilidad lésbica y del Día Internacional de la Mujer.
Muchas organizaciones sociales y activistas se sumaron a la causa pidiendo su libertad, entre ellos se cuenta el del exarquero colombiano René Higuita, a quien Higui debe su apodo, en junio de 2017 tuiteó su historia con el HT #liberenahigui.